# Chikila fulleri
Chikila fulleri es una especie de anfibios gimnofiones de la familia Chikilidae que habita en la India.
Es endémica del distrito de Cachar (estado de Assam), y se halla a una altitud de unos 100 m s. n. m.